# Rödelsee
Rödelsee település Németországban, azon belül Bajorországban. Lakosainak száma 1912 fő (2023. december 31.).

## Népesség
A település népessége az elmúlt években az alábbi módon változott:
| Lakosok száma | 767  | 972  | 1035 | 1323 | 1703 | 1722 | 1745 | 1747 | 1880 | 1912 |
|               | 1875 | 1950 | 1975 | 1987 | 2012 | 2014 | 2016 | 2017 | 2021 | 2023 |